# Jasmin Selberg
Jasmin Selberg (Tallinn, 11 agosto 1999) è una modella tedesca di origine estone, incoronata Miss International 2022.

## Biografia
Selberg è nato a Tallinn, in Estonia. La sua famiglia si è trasferita dall'Estonia in Germania quando lei aveva un anno. È entrata alla Università della Ruhr a Bochum di Bochum per conseguire una laurea in storia e filosofia.

## Concorso di bellezza
Il 5 novembre 2021, Selberg ha rappresentato la Germania al Miss Globe 2021 e ha gareggiato contro altri 50 candidati al Teatro dell'Opera di Tirana, in Albania, dove è arrivata nella Top 15. Il 2 luglio 2022, Selberg ha gareggiato contro altre 16 finaliste di Miss Universo Germania 2022 all'Holiday Inn Hotel Düsseldorf-Neuss di Neuss, dove non è passata alla Top 5. Il 15 luglio 2022, Selberg ha rappresentato la Germania a Miss Supranational 2022 e ha gareggiato contro altri 69 candidati a Nowy Sącz, in Polonia, dove non si è classificata in semifinale. Il 13 dicembre 2022, Selberg ha rappresentato la Germania a Miss International 2022, ha gareggiato contro altri 66 candidati al Tokyo Dome City Hall di Tokyo, in Giappone, dove ha vinto il titolo ed è stata sostituita da Sireethorn Leearamwat della Thailandia.